# Proprioseiopsis sandersi
Proprioseiopsis sandersi är en spindeldjursart som först beskrevs av Chant 1959.  Proprioseiopsis sandersi ingår i släktet Proprioseiopsis och familjen Phytoseiidae. Inga underarter finns listade i Catalogue of Life.